# Moskovskaja oelitsa

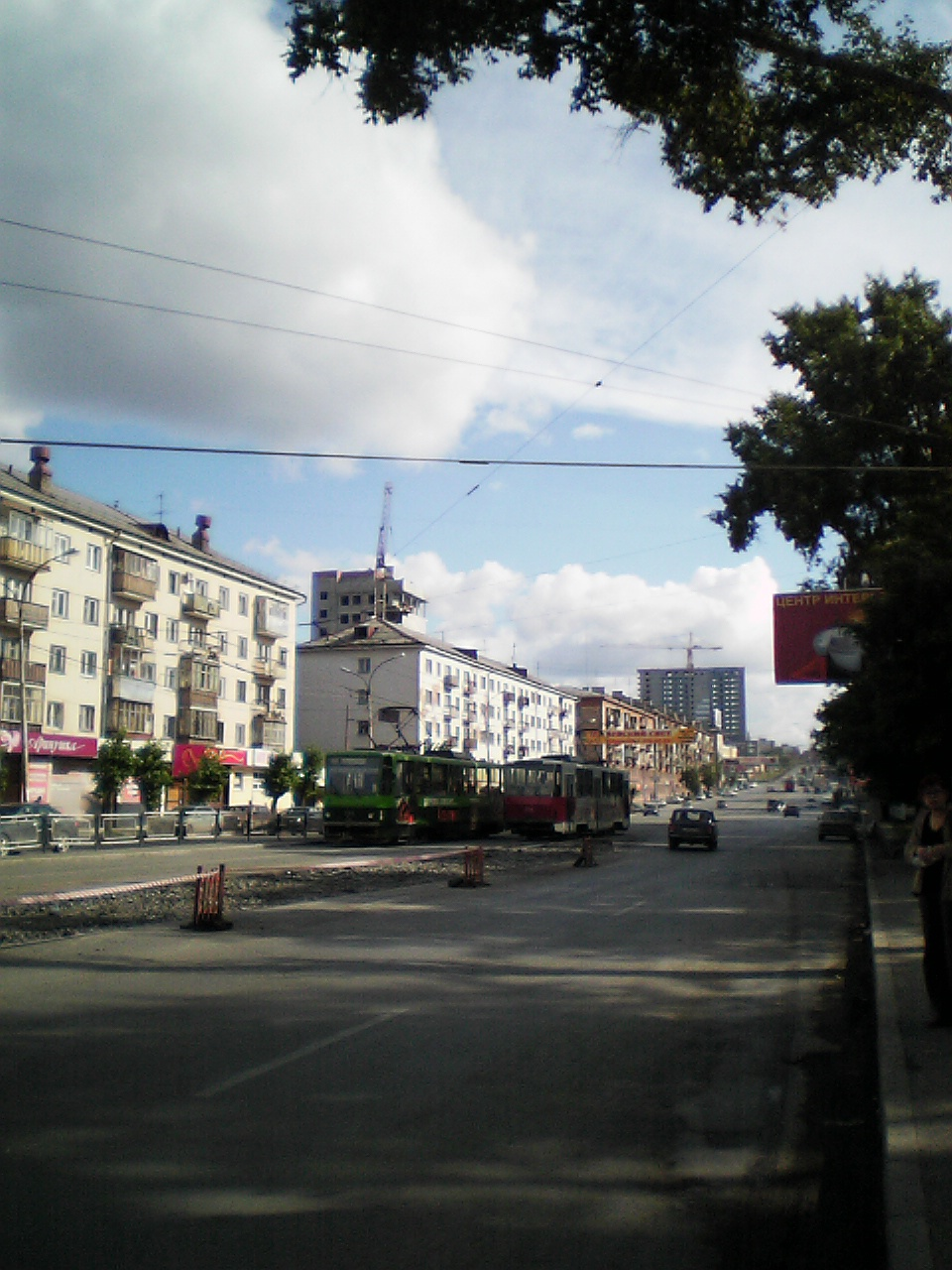
Moskovskaja oelitsa

Moskovskaja oelitsa (Russisch: Московская Улица; "Moskoustraat") is een van de hoofdstraten in het zuidwestelijk deel van de Russische stad Jekaterinenburg. De straat loopt in noord-zuid richting tussen de Obezdnaja Doroga in het zuiden en de splitsing tussen de oelitsa Chomjakova en de oelitsa Tsjeljoeskintsev in het noorden, iets ten zuiden van de rivier de Iset. De straat is vernoemd naar Moskou.